# Boesenbergia ischnosiphon
Boesenbergia ischnosiphon är en enhjärtbladig växtart som beskrevs av S.Sakai och Hidetoshi Nagamasu. Boesenbergia ischnosiphon ingår i släktet Boesenbergia och familjen Zingiberaceae. Inga underarter finns listade i Catalogue of Life.